# Мера социальной защиты судебно-исправительного характера
Мера социальной защиты судебно-исправительного характера — понятие Уголовного кодекса РСФСР в редакции 1926 года и некоторых последующих редакций, а также местных уголовных кодексов советских республик. Поскольку в кодексе и сопутствующих нормативно-правовых актах советского уголовного законодательства не употреблялось вообще слово «наказание» (подразумевалось, что наказания были только при царском режиме для угнетённых классов, а при социалистическом строе наказаний для «освободившихся от буржуазного гнёта» классов быть не может), ему на смену и был введён этот юридический термин.

## Разновидности
В соответствии со статьей 20 кодекса мерами социальной защиты судебно-исправительного характера являлись:
- а) объявление врагом трудящихся с лишением гражданства СССР и обязательным изгнанием из его пределов;
- б) лишение свободы со строгой изоляцией;
- в) лишение свободы без строгой изоляции;
- г) принудительные работы без лишения свободы;
- д) поражение политических и отдельных гражданских прав;
- е) удаление из пределов СССР на срок;
- ж) удаление из пределов РСФСР или отдельной местности с обязательным поселением в иных местностях или без этого, или с запрещением проживания в отдельных местностях или без этого;
- з) увольнение от должности с запрещением занятия той или другой должности или без этого;
- и) запрещение занятия той или иной деятельностью или промыслом;
- к) общественное порицание;
- л) конфискация имущества, полная или частичная;
- м) денежный штраф;
- н) предостережение;
- о) возложение обязанности загладить причиненный вред.

## Санкции вне мер социальной защиты
К мерам социальной защиты судебно-исправительного характера кодекс не отнёс смертную казнь. В соответствии со статьей 21 кодекса расстрел отнесён к «исключительной мере охраны государства трудящихся».